# Listă de scriitori slovaci
Aceasta este o listă de scriitori slovaci.

## B
- Vladimír Babnič
- Jozef Ignác Bajza
- Alfonz Bednár
- Irena Brežná

## C
- Stanislava Chrobáková Repar

### Č
- Ján Čajak
- Juraj Červenák

## D
- Pavol Dobšinský
- Mária Ďuríčková
- Dušan Dušek
- Pavel Dvořák
- Daniela Dvořáková

## F
- Etela Farkašová
- Ľubomír Feldek
- Andrej Ferko
- Boris Filan

## G
- Lajos Grendel (maghiaro -slovac)

## H
- Maša Haľamová
- Daniel Hevier
- Jozef Miloslav Hurban
- Svetozár Hurban-Vajanský

## J
- Tomáš Janovic
- Rudolf Jašík
- Janko Jesenský
- Peter Jilemnický

## K
- Ján Kalinčiak
- Peter Karvaš
- Dušan Kováč (zgodovinar)
- Fraňo Kráľ
- Ivan Krasko
- Martin Kukučín

## L
- Ivan Laučík

## M
- Drahoslav Machala
- Vladimír Mináč
- Ladislav Mňačko
- Rudo Moric

## N
- Laco Novomeský

## P
- Peter Pišťanek
- Andrej Plávka
- Ľudmila Podjavorinská

## R
- Mária Rázusová-Martáková
- Peter Repka
- Milan Rúfus

## S
- Rudolf Schuster
- Daniel Sinapius-Horčička
- Božena Slančíková-Timrava
- Ján Smrek

### Š
- Vincent Šikula
- Martin Milan Šimečka
- Ivan Štrpka
- Ľudovít Štúr
- Milan Šútovec

## T
- Jozef Gregor Tajovský
- Dominik Tatarka
- Ladislav Ťažký
- Oľga Textorisová

## U
- Milo Urban

## V
- Marek Vadas
- Alta Vášová
- Pavel Vilikovský (1941-2020)

## Z
- Jonáš Záborský
- Zuzka Zguriška

### Ž
- Štefan Žáry

## Vezi și
- Listă de dramaturgi slovaci